# Полупанівські буки
Полупа́нівські бу́ки — ботанічна пам'ятка природи місцевого значення в Україні. Розташована на території Тернопільського району Тернопільської області, біля села Хмелиська, Скалатське лісництво, кв. 12, вид. 1, лісове урочище «Полупанівка».
Площа — 0,5 га. Статус надано в 1983 році згідно з рішенням виконавчого комітету Тернопільської обласної ради від 26.12.1983 року, № 496.